# Tephritis bimaculata
Tephritis bimaculata är en tvåvingeart som beskrevs av Amnon Freidberg 1981. Tephritis bimaculata ingår i släktet Tephritis och familjen borrflugor. Inga underarter finns listade i Catalogue of Life.